# Johan Ludvig Heiberg
Johan Ludvig Heiberg, född 14 december 1791 i Köpenhamn, död 25 augusti 1860 i Bonderup nära Ringsted, var en dansk diktare, dramaturg och kritiker och amatörastronom. Gift med skådespelerskan Johanne Luise Heiberg.

## Familjeförhållanden och ungdomsår
Heiberg var son till författaren Peter Andreas Heiberg och hustru Thomasine (sedan känd som författarinnan Fru Gyllembourg). Heiberg var 8 år gammal, då fadern måste gå i landsflykt, och han  tillbragte sin barndom dels hos Rahbeks på Bakkehuset, dels hos en moster, som ogillade systerns skilsmässa och nya äktenskap.
År 1809 blev Heiberg student, tog anden examen med utmärkelse och studerade dels estetik, dels medicin och astronomi, var villrådig om sin rätta kallelse och tänkte en tid bli diplomat. Från denna stund flyttade han till sin moder och levde sedan med henne till hennes död, 1857. Vintern 1811-12 uppehöll Heiberg sig hos sin styvfaders släktingar i Stockholm. Han kom tidigt in i de mest bildade kretsar i Köpenhamn, bl. a. hos författarinnan Friederike Brun (var förälskad i hennes dotter Ida, senare grevinna Bombelies) och lärde känna både Oehlenschläger och Baggesen.
År 1831 gifte sig Heiberg med Johanne Luise Pätges, som Fru Heiberg firad som 1800-talets mest betydande danska scenkonstnär.

## Tidig karriär
1814 publicerade Heiberg sina första dikterunder titeln Mariondtheater en fri bearbetning av Molières Don Juan, och det mycket romantiska skådespelet Pottemager Walter samt väckte strax uppseende. I Julespøg og nytaarsløier (1817), en efterbildning av Oehlenschlägers
S:t Hans-aftenspil, fastän scenen är förlagd till staden och vintern, riktade han ett kvickt, satiriskt angrepp på Ingemanns smäktande sentimentalitet och råkade därigenom ut för en häftig sammanstötning med Grundtvig, som han inte heller skonade. Däremot tog han ingen del i den litterära fejden mellan Oehlenschläger och Baggesen.
1817 tog han doktorsgraden med en avhandling om Caldéron och det spanska dramat. 1819 utgav han skådespelet Tycho Brahes spaadom och tillbragte 3
år i Paris hos sin fader under studier särskilt av fransk litteratur och teater. Efter hemkomsten blev han lektor i Kiel i danska språket och litteraturen, men trivdes inte i denna tyska stad. Uppehållet där fick dock betydelse för honom genom att öppna hans ögon för Hegels filosofi. Han fortsatte studiet därav vid ett besök i Berlin 1824 under Hegel själv och var sedan en trofast anhängare av detta system, som han genomförde särskilt i estetiken.

## Författarskap
Under ett uppehåll i Köpenhamn, som han med flit förlängde för att inte återkomma till Kiel, utgav han i november 1825 sin första vaudevill Kong Salomon og Jørgen Hattemager (uppf. i Stockholm 1828), som gjorde ovanlig lycka och återupplivade folks lust att gå på teatern, där tyska dramatiker som Iffland och Kotzebue hade dominerat smaken.
Den följdes snart av Aprilsnarrene (1826) och Recensenten og dyret (samma år), varefter Heiberg i en ypperliavhandling Om vaudevillen som dramatisk diktart hävdade dess estetiska berättigande. I själva verket har han genom sina vaudeviller väckt sinnet för och givit impulsen till en ny nationell dramatik och fick snart efterbildare i Hertz och Overskou. Senare följde De uadskillelige (1827) och operetten Ett eventyr i Rosenborg have (1827), Kjöge huuskors (1831) och De danske i Paris (1833) samt Nei! (1836), varefter serien avslöts med några vaudevillmonologer och slutligen med den lustiga Ulla skal paa bal med uteslutande Bellmansmelodier (1845).
Heiberg hade förut använt flera av dessa i sina vaudeviller och utgav också 1844 ett föredrag om Bellman som comisk dithyrambiker. Hur stor insats Heiberg har gjort i danska litteraturen genom sina vaudeviller, inses bäst därav, att flera bland dem ännu efter 80 års förlopp höll sig på scenen och varit en stark dragningskraft för publiken.
Detta har i än högre grad varit fallet med det nationella skådespelet Elverhøi (1828), vars musik av Kuhlau och sånger är byggda på nordiska folkmelodier och som ursprungligen diktats som festspel till Fredrik VII:s första bröllop samt blivit det på kungl, teatern oftast uppförda stycket. Efter detta stycke blev Heiberg 1829 utnämnd till teaterdiktare och översatte en hel rad mest franska skådespel, i synnerhet av Scribe, men bytte 1839 ut befattningen mot censorsämbetet; dessutom fick han titeln professor och var 1830-36 lärare vid den militära högskolan i dansk litteratur och filosofi.
Redan före Elverhøi hade Heiberg 1827-28 och ånyo 1830 utgivit tidningen Kjøbenhavns flyvende post, där han utvecklade sina kritiska talanger och sin estetiska uppfattning, på samma gång den dels inrymde hans egna prosaberättelser, dels lämnade plats för en rad nya författare, H. C. Andersen och Carl Bagger, fru Gyllembourg och Saint-Aubain.
Det var där Heiberg 1827 offentliggjorde sin berömda anmälan av Oehlenschlägers Væringerne i Miklagard och med allt erkännande av dennes skaldesnille dock ville konstatera hans begränsning och alltså egentligen fortsatte Baggesens kritik, men med mera lugn, klarhet och allsidig bildning. Samma år lämnade han också en skarp kritik av Tegnérs Fritiofs saga. Ett bättre öde fick ej Oehlenschlägers Hrolf Krake (1828). Detta föranledde en litterär fejd med den sistnämndes anhängare, i synnerhet de två professorerna i Sorø Akademi, Hauch och Wilster.
Med några avbrott fortsatte Heiberg sin kritiska verksamhet i Interimsblade (1834-37) och senare i Intelligensblade (1842-44), och han övade därigenom ett större inflytande på smakens utveckling i Danmark än någon förr eller senare, men väl starkt hävdande formens betydelse. Under mellantiden utgav han ett par filosofiska skrifter, Grundtræk til philosophiens philosophi, eller den speculative logik (1832) och Om philosophiens betydning for den nuværende tid (1833), samt en egen tidskrift, Perséus (1837-38), alla i hegelsk riktning.

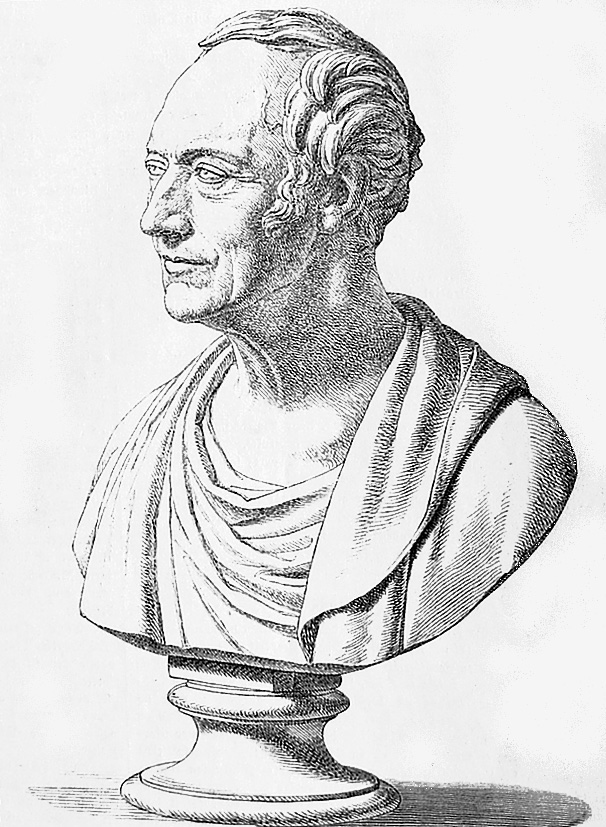
Bissens byst av Heiberg.

Heiberg hade dock inte övergivit diktningen; 1835 utkom det intagande skådespelet Alferne, en bearbetning av en bland Tiecks sagor, och 1840 det romantiska Syvsoverdag (1848), liksom Elverhøi ursprungligen ett festspel. Det fantastisk-symboliska Fata morgana (1838) blev däremot varken förstådd eller omtyckt. Men 1841 väckte Nye digte ovanligt uppseende och livligaste intresse, i synnerhet den förtjusande romanscykeln De nygifte och hans kanske yppersta och i sanning enastående verk, den apokalyptiska komedin En sjæl efter døden, lika djupsinnig som rolig, vari han med bitande kvickhet gisslar tiden och kälkborgerligheten, som blott är ett förstadium till det riktiga helvetet.
1844-46 utgav han själv en ny tidskrift Urania, ägnad hans älsklingsstudium, astronomi, med ypperliga avhandlingar om Uranienborg och Sofie Brahe, samt satyrspelet Nøddeknækkerne, ett kvickt angrepp på den usla, inbilska kritiken och den blinda, osjälvständiga publiken. 1847 utkom hans sista lustspel, Valgerda, skildrande brytningen mellan den gamla konservatismen och den nya liberalismen, och 1848 utsändes ett häfte Gadeviser (med melodier av honom själv), som väl ej blev egentliga gatvisor, men mycket spridda.

## Direktör för Det Kongelige Teater
1849 nådde Heiberg slutligen vad man kunde tro var målet för hans strävan: direktörskapet för Det Kongelige Teater i Köpenhamn. Han ledde den med mycken skicklighet, men med något ensidigt val av skådespel och under stora svårigheter, förorsakade dels av flera bland skådespelarna, i synnerhet Frederik Ludvig Høedt, dels av den liberala pressen, som ej kunde förlåta honom hans förra utpräglat konservativa hållning. Efter sju år måste han ta avsked - då föga uppskattad, men högre värderad av eftervärlden. Sedan 1850 bar Heiberg titeln etatsråd.

## Översättningar till svenska
- En själ efter döden: en apocalyptisk comedie (översättning Carl Edmund Wenström, Bagge, 1841) (En sjæl efter Døden)
- Ja!: vaudeville- monolog: fortsättning af "Nej!" (Elmén & Granberg, 1844) (Ja!)
- Elfjungfrun: skådespel i fem Akter, med Sång (anonym översättning, Bonnier, 1857) (Elverhøi)
- Ulla skall på bal: en bellmansk situation (fritt efter J.L. Heiberg af P-n [dvs. Jonas Philipsson, Bonnier, 1861) (Ulla skal paa Bal)
- Supplikanten: monolog-vådevill i en akt (efter danskan af Uller (dvs. Johan Fredrik Lundgrén]), Flodin, 1861) (Supplicanten)
- Grekisk kultur (okänd översättare, Norstedt, 1905-1906)
- Bysantinsk kultur (okänd översättare, Norstedt, 1906)

## Utmärkelser
- Professors namn,  1829[6]
- Riddare av Dannebrogorden,  1840[6]
- Etatsråd,  1850[6]
- Dannebrogsmännens hederstecken,  1852[6]

[Redigera Wikidata]